# Taubertal-Festival
Le Taubertal-Festival, ou Taubertal-Openair, est un festival de pop rock, organisé à Rothenburg ob der Tauber, Bavière, en Allemagne.

## Histoire
Le fondateur en 1996 et organisateur du festival est Volker Hirsch,, dont l'organisation est assurée par sa société KARO Konzert-Agentur Rothenburg GmbH. Entre fin 2021 et fin 2023, la filiale de Bertelsmann BMG Rights Management (BGM) détient une participation directe de 51 % dans l'organisateur KARO Konzert-Agentur Rothenburg GmbH, dans laquelle se trouvait également l'organisateur de concerts Undercover GmbH de Schwülper, lui-même contrôlé à 51 % par BGM. Les acheteurs des anciennes parts de BGM sont les anciens propriétaires minoritaires KARO et Undercover,,,,.

## Organisation
Le festival dure trois jours, dans le Rothenburger Eiswiese. La scène principale est délimitée à gauche par une pente raide et par les eaux de la Tauber à droite. De l'autre côté du site du festival, il y a une deuxième scène Sounds for Nature où se déroule notamment la finale du concours de jeunes artistes Emergenza. En alternance avec les autres groupes du festival, le gagnant remporte le droit de se produire sur la scène principale l'année suivante. En outre, depuis 2008, un espace After Show utilise la carrière située à proximité du site du festival. Ici, le concert Warm-Up le jeudi est une ouverture du festival.
Le Taubertal-Festival collabore peu avec d'autres festivals se tenant aux mêmes dates comme Open Flair et Rocco del Schlacko pour la programmation.

## Programmations

### Années 1990
- 1996 : Héroes del Silencio, Jazzkantine, Fools Garden, The Bates, Freaky Fukin Weirdoz, Wizo, The Inchtabokatables, J.B.O., Surrender Dorothy, The Seer, Die Schröders, Strassenjungs, Darwins.
- 1997 : Die Fantastischen Vier, Fury in the Slaughterhouse, Leningrad Cowboys, Dog Eat Dog, Fiddler's Green, Mr. Ed Jumps the Gun, Die Schröders, Darwins, Freundeskreis, No Sex Until Marriage, Kürsche, No Sports, Messer Banzani, Wild Thing.
- 1998 : The Cure, The Sisters of Mercy, Guano Apes, Fettes Brot, Tito and Tarantula, H-Blockx, Sabrina Setlur et Xavier Naidoo, Cornershop, The Bates, Such a Surge, Spectacoolär, Readymade, Rainbirds, Subway to Sally, Farmer Boys, De/Vision, Merlons, Blind Passengers, Press Darlings, The Jinxs, Yellowide, Florian Ast, Dan.
- 1999 : Die Fantastischen Vier, New Model Army, Fun Lovin' Criminals, Paradise Lost, Gotthard.

### Années 2000
- 2000 : Fury in the Slaughterhouse, Jazzkantine, In Extremo, Heather Nova, Vivid, Stone the Crow, Die Happy et J.B.O..
- 2001 : New Model Army, Travis, Apocalyptica, Ash, Wheatus, H-Blockx, Project Pitchfork, Subway to Sally, Donots.
- 2002 : Die Toten Hosen, Beatsteaks, The Busters, Bloodflowerz, Boppin'B, Die Happy, Emil Bulls, Fiddler's Green, Heather Nova, Heyday, In Extremo, Pale, Schandmaul, Sportfreunde Stiller. Suit Yourself, Son Goku feat. Thomas D, Tell Your Mother, Therapy?, 4Lyn.
- 2003 : Hans Söllner, Farin Urlaub, Wir sind Helden, HIM, The Cardigans, Donots, Seeed
- 2004 : Die Ärzte, Subway to Sally, Bloodhound Gang, Wir sind Helden, MIA., The Wohlstandskinder.
- 2005 : Nightwish, Bad Religion, Mando Diao, Sportfreunde Stiller, Fettes Brot, In Extremo.
- 2006 : À compléter
- 2007 : À compléter
- 2008 : Die Ärzte, Die Fantastischen Vier, The Hives, Fettes Brot, Editors, Anti-Flag, Adam Green, Culcha Candela, Danko Jones, Kaizers Orchestra, Moneybrother, Nephew, Panteón Rococó.
- 2009 : Die Toten Hosen, Farin Urlaub Racing Team, Maxïmo Park, Taking Back Sunday, In Extremo, Flogging Molly, The Subways, The Rifles, Clueso, Sondaschule, Frittenbude, Montreal et Asaf Avidan and the Mojos.

### Années 2010
- 2010 : The Prodigy, Jan Delay, The Hives, Skunk Anansie, Ska-P, Fettes Brot, LaBrassBanda, Bela B., The Sensational Skydrunk Heartbeat Orchestra, Bad Religion, The Gaslight Anthem.
- 2011 : Iggy and the Stooges, Rise Against, Die Fantastischen Vier, NOFX, Knuckles of Frisco, Dropkick Murphys, The Subways, Bullet for My Valentine, Pendulum, The Locos, Donots, Schandmaul, Klimmstein.
- 2012 : Placebo, The BossHoss, Beatsteaks, H-Blockx, Kraftklub, Social Distortion, Bush, Broilers, Boysetsfire, Heaven Shall Burn, Royal Republic, Yellowcard, Zebrahead.
- 2013 : Die Ärzte, Deichkind, Biffy Clyro, Skunk Anansie, Editors, Chase and Status, Bad Religion, Flogging Molly, Trail of Dead, Pennywise, Subway to Sally, Frittenbude, Jennifer Rostock, Triggerfinger, Itchy Poopzkid, Turbostaat, Django 3000.
- 2014 : Seeed, Biffy Clyro, Casper, Sportfreunde Stiller, Ska-P, Broilers, The Subways, Jimmy Eat World, Enter Shikari, Lagwagon, Zebrahead, Samy Deluxe, Kakkmaddafakka, We Are Augustines, Trampled by Turtles, Dave Hause, SDP, Kill it Kid, Eskimo Callboy, Die Schröders, Russkaja, Movits!, OK Kid, Montreal, Emil Bulls, Fiva, Mia Moth, Kellerkommando, Liedfett, The Intersphere.
- 2015 : Farin Urlaub Racing Team, The Offspring, Kraftklub, Against Me!, Madsen, Marteria, Ferris MC, Dropkick Murphys, Beatsteaks, Django 3000, The Majority Says, Team Me, Babylon Circus, Get Dead.
- 2016 : Limp Bizkit, Die Fantastischen Vier, K.I.Z., Wolfmother, Sum 41, Bosse, Wanda, Wizo, Royal Republic, Boysetsfire, Donots, Clutch, Turbostaat, Moop Mama, Feine Sahne Fischfilet.
- 2017 : Rise Against, Jennifer Rostock, Anti-Flag, Biffy Clyro, Casper, In Extremo, Alligatoah, Billy Talent, Fiddler's Green, The Amity Affliction, Emil Bulls, Itchy, Antilopen Gang.
- 2018 : Beatsteaks, Broilers, Conclusion of an Age, Creeper, Editors, Faber, Feine Sahne Fischfilet, Gogol Bordello, Hilltop Hoods, Hot Water Music, Idles, In Flames, INVSN, Joris, Käptn Peng und Die Tentakel von Delphi, Kraftklub, Marteria, Pawn Painters, Silverstein, Swiss und die Andern, SWMRS, Talco, The Baboon Show, The Menzingers, Zeal and Ardor.
- 2019 : (têtes d'affiche) The Offspring, Die Fantastischen Vier, Die Toten Hosen ; Bullet for My Valentine, Madsen, Barns Courtney, Bosse, Donots, Erwin and Edwin, Eskimo Callboy, Frank Carter and the Rattlesnakes, Frittenbude, KAFVKA, MC Fitti, Megaloh, Milliarden, Moop Mama, Nothing but Thieves, OK Kid, Pottinger, Russkaja, SIND, Shame, The Chats, The Slow Readers Club, Trettmann, Turbobier, Von Wegen Lisbeth, Yungblud (ausgefallen wegen Unwetter), Zebrahead.

### Années 2020
- 2020–2021 : annulé en raison de la pandémie de Covid-19 en Allemagne[8].
- 2022 : (têtes d'affiche) Kraftklub, SDP, Annenmaykantereit et Kontra K ; LaBrassBanda, Wizo, Fiddlers Green, Flogging Molly, Biffy Clyro, Clutch, u.v.m.
- 2023 : (têtes d'affiche) Peter Fox, Broilers, Marteria ; 102 Boyz, Afternoon Astronauts, As Everything Unfolds, The Baboon Show, Beersteins, Betterov, Bilderbuch, Blackout Problems, Call it a Day, Catch the Fox, Dancefloor Cleaning System, Deine Cousine, Destroy Boys, Dicht und Ergreifend, Disarstar, Donots, Drei Meter Feldweg, Edwin Rosen, Electric Callboy, Engst, Fjørt, Frank Turner and the Sleeping Souls, Grell, Grossstadtgeflüster, Indra, Jane Doe, Kid Simius, Mambo Kurt, Me First and the Gimme Gimmes, Mola, Oscar Kusko, PIN, Pottinger, Provinz, Querbeat, Roots Generation, Schmyt, Team Scheisse, The Rock Boy, The Subways, Thunderkant, TRAinnovation, While She Sleeps, Wojte[9],[10].
- 2024 : (têtes d'affiche) Alligatoah, Rise Against, Deichkind ; Akne Kid Joe, Beatsteaks, Bibiza, Bold'n'Harry, Bosse, Bukahara, Das Lumpenpack, Dilla, Dritte Wahl, Esther Graf, Feine Sahne Fischfilet, Focus., Giant Rooks, Hazel the Nut, Heischneida, Hot Wax, Kytes, Los Brudalos, Master Peace, Mayberg, Montreal, Nina Chuba, Nova Twins, O'Hamlet, Roy Bianco & Die Abbrunzati Boys, Swiss und die Andern, Talco, Tyna, Widersacher aller Liedermacher, Würzburger Kneipenchor, Zebrahead.
- 2025 : (têtes d'affiche) Yungblud, Papa Roach, Kontra K ;  I Prevail, Nothing but Thieves, 01099, Enter Shikari, Mehnersmoos, Madsen, H-Blockx, Irie Révoltés, Hilltop Hoods, Ennio, The Butcher Sisters, Raum27, Dubioza kolektiv, Emil Bulls, Heisskalt, Team Scheisse, The Chats, Kasi, From Fall to Spring, Betontod, Paula Carolina, 100 Kilo Herz, Revnoir, Thormesis.